# NGC 5915
NGC 5915 ist eine 12,3 mag helle Balkenspiralgalaxie vom Hubble-Typ SBab im Sternbild Waage und 100 Millionen Lichtjahre von der Milchstraße entfernt. 
Sie steht in Wechselwirkung mit NGC 5916 und wurde zusammen mit dieser am 5. Juni 1836 von John Herschel mit einem 18-Zoll-Spiegelteleskop entdeckt, der dabei „B, S, R, glbM, 15 arcseconds, the preceding of two“ notierte.